# Frukstrakt
Frukstrakt - debiutancki album kwintetu Michała Aftyki, wydany 31 października 2023 roku przez Multikulti Project (nr katalogowy MPJ027), zrealizowany przy współpracy z Narodowym Instytutem Muzyki i Tańca, jednostką podległą Ministerstwu Kultury i Dziedzictwa Narodowego. Płyta zawiera 11 kompozycji autorstwa Michała Aftyki. Zwieńczeniem tej pracy można uznać otrzymanie przez artystę Fryderyka 2024 w kategorii Jazzowy Debiut Roku.

## Lista utworów
Opracowano na podstawie materiału źródłowego.
| Lp | Tytuł utworu                | Czas trwania |
| -- | --------------------------- | ------------ |
| 1  | Koszmar                     | 5:05         |
| 2  | Serce Otwarte na Pół        | 3:31         |
| 3  | Pożegnanie Słońca           | 5:32         |
| 4  | Nagi Sad                    | 5:21         |
| 5  | Jaszczur Spod Znaku Panny   | 3:19         |
| 6  | Możliwość Śniegu            | 4:46         |
| 7  | Trzeci Papieros Bezsenności | 8:12         |
| 8  | Ocean                       | 6:29         |
| 9  | Głos Pana                   | 7:35         |
| 10 | Poetyka.Księga_Druga        | 3:04         |
| 11 | Czas Utracony               | 3:22         |

## Twórcy

### Michał Aftyka Quintet
- Michał Aftyka - kontrabas, kompozycje
- Marcin Elszkowski – trąbka
- Marcin Konieczkowicz – saksofon altowy
- Tymon Kosma – wibrafon, ksylofon
- Stefan Raczkowski – perkusja, okładka płyty

### Inni
- Jakub Krukowski - realizacja nagrań (Sound And Wave Studio)
- Jan Smoczyński - miksowanie, mastering (studio Tokarnia 2.0)
- Anna Kulikowska - wsparcie DTP
- Tomasz Konwent - producent wykonawczy